# Platysoma basale
Platysoma basale är en skalbaggsart som beskrevs av J. L. Leconte 1862. Platysoma basale ingår i släktet Platysoma och familjen stumpbaggar. Inga underarter finns listade i Catalogue of Life.